# Hornaryds distrikt
Hornaryds distrikt är ett distrikt i Växjö kommun och Kronobergs län. Distriktet ligger nordost om Växjö. 

## Tidigare administrativ tillhörighet
Distriktet inrättades 2016 och utgörs av socknen Hornaryd i Växjö kommun.
Området motsvarar den omfattning Hornaryds församling hade 1999/2000.